# Karl von Bothmer (Politiker)
Karl Friedrich Ferdinand Vincent von Bothmer (* 27. September 1799 in Stolzenau; † 9. Mai 1852 auf Gut Karow bei Labes) war ein deutscher Jurist, hannoverscher Justizrat und Politiker.

## Familie
Er entstammte der freiherrlichen Linie Bothmer. Sein Vater war der Amtmann und Gutsbesitzer Ferdinand Anton Friedrich Wilhelm von Bothmer. Der Minister Friedrich von Bothmer war sein älterer Bruder.
Bothmer heiratete am 26. Dezember 1832 in Schloß Ricklingen bei Wunstorf Adelheid von Alten (* 2. Juli 1812 in Katlenburg bei Göttingen; † 23. Mai 1884 in Karow), die Tochter des Karl von Alten, hannoverscher Oberhauptmann des Amtes Ricklingen und Gutsbesitzer auf Dunau (Landkreis Linden), und der Louise von Wedemeyer. Das Paar hatte folgende Söhne:
- Albert (1836–1917), Freiherr ab 1884, ⚭ 1879 Mathilde Westphalen (1847–1924)
- Wilhelm (1839–1913), Freiherr ab 1883, ⚭ 1877 Marie Eigner (* 1850)
- Bernhard (1846–1892), Freiherr ab 1882, ⚭ 1876 Gertrud von Borcke (1853–1937)
- Ferdinand (1851–1924), Freiherr ab 1882, ⚭ 1879 Helene Rhade (* 1860)

## Leben
Bothmer studierte von 1817 bis 1824 Rechtswissenschaften an der Universität Göttingen und wurde dort Mitglied des Corps Bremensia. Von 1821 bis 1824 arbeitete er als Auditor und trat 1825 als Assessor in die Göttinger Justizkanzlei ein. 1826 wurde er zum Justizrat ernannt. 1837 wechselt er in das Amt Westerhof, 1839 in das Amt Rethem. 1845 wurde er beurlaubt und lebte fortan als Rittergutsbesitzer in Karow. 1850 wurde er von der hannoverschen Regierung endgültig in den Ruhestand versetzt.
Vom 18. Mai 1848 bis zum 12. Mai 1849 vertrat Bothmer den 3. hannoverschen Wahlkreis in Blumenau als Abgeordneter in der Frankfurter Nationalversammlung. Er zählte zuerst zur konservativen Fraktion Café Milani, später dann zum rechtsliberalen Casino. Vom 13. Mai 1848 bis zum 30. Juni 1849 war Bothmer auch hannoverscher Bevollmächtigter bei der Provisorischen Zentralgewalt.